# Xöömej
El término Xöömej (también, Xöömei) se usa tanto para designar un estilo de música tradicional del folklore tuvano (República de Tuvá, Rusia) como un canto efectuado con la garganta. 
En este estilo de canto, un solo intérprete produce dos, y ocasionalmente tres, notas diferentes simultáneamente, de manera que él selecciona y amplifica unos armónicos en concreto. Generalmente, estos armónicos surgen a partir de una nota bordón mantenida. Los intérpretes lo logran modificando el tracto vocal y lo alinean a la misma frecuencia que los armónicos que quieren producir. Se trata de manipular las cavidades de la laringe, faringe, boca y las cuerdas vocales.
Los tuvanos creen que el origen de este canto proviene de los tiempos de los primeros pobladores de esta zona y que se usaba en canciones de cuna que las madres cantaban a sus bebés para calmarlos y ayudarles a conciliar el sueño.
Los mongoles y los tuvanos utilizan este tipo de canto en diversos contextos. Por ejemplo, en las canciones de cuna, para llamar a los yaks y los camellos cuando pastan, atraer animales durante la caza, para imitar sonidos de la naturaleza y también en ceremonias de matrimonio.
Esta práctica está relacionada con la espiritualidad porque recibe influencia directa del chamanismo y el budismo del Tíbet. Llegó a la región de Mongolia en dos oleadas en los siglos XIII y XVI.
Tradicionalmente, el Xöömei se aprende por exposición a ejemplos e imitación de estos.
Este tipo de canto fue inscrito en la Lista Representativa del Patrimonio Cultural Inmaterial de la Humanidad de la Unesco a propuesta de la China (Mongolia Interior) en 2009 y de Mongolia en 2010.

## Variantes

### Sygyt
Se denomina sygyt a la variante de xöömej cuya ejecución requiere la mantención de la punta de la lengua detrás de los dientes superiores mientras se eleva la zona media de la lengua y se realizan armónicos de alta frecuencia. Sumado a esto, la ejecución de esta forma de canto requiere la apertura ligera, pero periódica de los labios con el fin de darle variaciones al mismo.